# Harold R. Stark
Harold Rainsford Stark (ur. 12 listopada 1880 w Wilkes-Barre, zm. 20 sierpnia 1972 w Waszyngtonie) – admirał amerykański. 

## Biografia
W 1903 ukończył Akademię Marynarki Wojennej Stanów Zjednoczonych.
Jako Szef Operacji Morskich (CNO), piastował najwyższą funkcję wojskową w Marynarce Wojennej Stanów Zjednoczonych, gdy samoloty japońskie 7 grudnia 1941 zaatakowały Pearl Harbor. Wkrótce prezydent Roosevelt zdecydował się przywrócić stanowisko głównodowodzącego US Navy i powierzył je admirałowi Kingowi, a nie Starkowi, o czym przesądziła klęska w Pearl Harbor. 
W marcu 1942 objął dowodzenie amerykańskimi siłami morskimi w Europie, które sprawował do sierpnia 1945. Ustalenia komisji śledczej w sprawie Pearl Harbor skłoniły dowódcę marynarki wojennej do wydania zakazu sprawowania przez niego stanowiska wiążącego się z dużą odpowiedzialnością. Choć później uznano zakaz za zbyt surowy, Stark nie powrócił do czynnej służby.

## Pamięć
Jego imię nadano fregacie rakietowej USS „Stark”.